# Passion: White Flag
Passion: White Flag – album koncertowy nagrany na żywo przez Pasja 2012, przy widowni ponad 42 tysięcy studentów na stadionie w Atlancie, w USA. Ten zbiór nowych piosenek obejmuje takich artystów jak: Chris Tomlin, David Crowder Band, Charlie Hall, Matt Redman, Christy Nockels i Kristian Stanfill. Album i nowe piosenki odzwierciedlają pragnienie pokolenia, aby położyć swoje życie dla chwały Chrystusa. Pierwszy singiel "White Flag", ukazał się w stacjach radiowych, w dniu 24 lutego 2012 roku.
Album zadebiutował w Kanadzie z nr 96 na Canadian Albums Chart. W Stanach Zjednoczonych album zajął nr 5 na liście Billboard 200, sprzedając się w 48 tysięcach egzemplarzy. Osiągnął również nr 1 w Top Christian Albums.

## Lista utworów
| Nr  | Tytuł utworu                                  | Długość |
| --- | --------------------------------------------- | ------- |
| 1.  | „Not Ashamed” (Kristian Stanfill)             | 5:22    |
| 2.  | „White Flag” (Chris Tomlin)                   | 5:04    |
| 3.  | „Jesus Son of God” (Tomlin & Christy Nockels) | 6:14    |
| 4.  | „How I Love You” (Nockels)                    | 2:50    |
| 5.  | „All This Glory” (David Crowder Band)         | 6:14    |
| 6.  | „Lay Me Down” (Tomlin i Matt Redman)          | 5:25    |
| 7.  | „Ty Revive Me” (Nockels)                      | 7:16    |
| 8.  | „One Thing Remains” (Stanfill)                | 5:49    |
| 9.  | „Yahweh” (Tomlin)                             | 5:30    |
| 10. | „Sing Along” (Nockels)                        | 5:13    |
| 11. | „The Only One” (Tomlin)                       | 3:40    |
| 12. | „Mystery” (Charlie Hall)                      | 4:39    |
| 13. | „10,000 Reasons (Bless the Lord)” (Redman)    | 5:51    |
| 14. | „No Turning Back” (Tomlin)                    | 5:17    |